# Замбија на Светском првенству у атлетици у дворани 2016.
Замбија је учествовала на 16. Светском првенству у атлетици у дворани 2016. одржаном у Портланду од 17. до 20. марта. Репрезентацију Замбије на њеном тринаестом учествовању на светским првенствима у дворани представљала су 2 атлетичара (1 мушкарац и 1 жена) који су се такмичио у 2 дисциплине (1 мушка и 1 женска).,
На овом првенству такмичари Замбије нису освојили ниједну медаљу али су два пута обарили национални рекорд.

## Учесници
| Мушкарци: - Брајан Касинда — 60 м | Жене: - Кабанге Мупопо — 400 м |  |

## Резултати

### Мушкарци
| Атлетичар      | Дисциплина | Лични рекорд | Квалификације | Квалификације | Полуфинале       | Полуфинале       | Финале           | Финале       | Детаљи                                      |
| Атлетичар      | Дисциплина | Лични рекорд | Резултат      | Место         | Резултат         | Место            | Резултат         | Место        | Детаљи                                      |
| -------------- | ---------- | ------------ | ------------- | ------------- | ---------------- | ---------------- | ---------------- | ------------ | ------------------------------------------- |
| Брајан Касинда | 60 м       | 6,58 НР      | 6.80 ЛР       | 6. у гр. 5    | Није се пласирао | Није се пласирао | Није се пласирао | 36 / 53 (56) | Архивирано на веб-сајту (26. децембар 2016) |

### Жене
| Атлетичарка    | Дисциплина | Лични рекорд | Квалификације   | Квалификације | Полуфинале   | Полуфинале | Финале            | Финале      | Детаљи                                   |
| Атлетичарка    | Дисциплина | Лични рекорд | Резултат        | Место         | Резултат     | Место      | Резултат          | Место       | Детаљи                                   |
| -------------- | ---------- | ------------ | --------------- | ------------- | ------------ | ---------- | ----------------- | ----------- | ---------------------------------------- |
| Кабанге Мупопо | 400 м      | 50,22 о      | 52,72 кв НР, ЛР | 6. у гр. 5    | 52,68 НР, ЛР | 4. у гр. 2 | Није се пласирала | 7 / 16 (19) | Архивирано на веб-сајту (2. јануар 2017) |